# 帕拉菲伊夫卡
50°52′37″N 32°38′29″E / 50.87694°N 32.64139°E

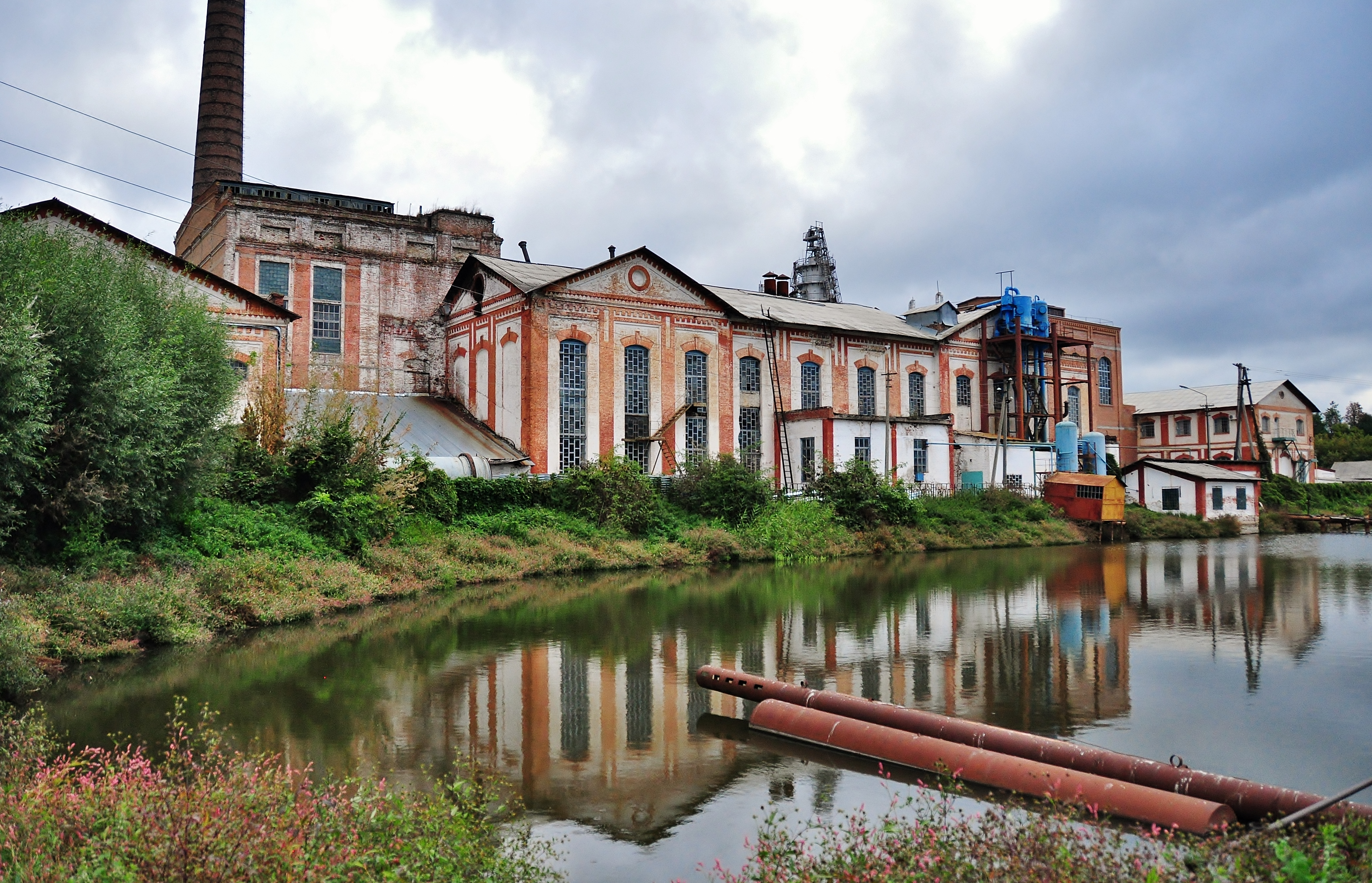
制糖厂

帕拉菲伊夫卡（烏克蘭語：Парафіївка），亦译为帕拉菲耶夫卡，是烏克蘭北部切爾尼戈夫州普里盧基區帕拉菲伊夫卡市镇内的市級鎮及其行政中心。距離切爾尼戈夫約150公里，面積5.81平方公里，人口2,100，人口密度每平方公里440.1人。